# Synchronous (электромобиль)
Synchronous — электрический концепт-кар украинской компании «Electric Marathon International».
Согласно заявлению СЕО компании «Electric Marathon International» Андрея Белого, разработка прототипа заняла около года — с 2015-го по 2016-й. К работам над электромобилем были также привлечены украинские партнёры — дизайнерское бюро «SkyRye» (Киев) и инжиниринговая компания «Eco-Factor» (Одесса). Фирма «E-Line» (Днепр) разработала зарядную станцию специально для модели Synchronous.
В апреле 2016 года действующий прототип Synchronous был впервые представлен общественности на международной конференции, посвящённой экологически чистому транспорту и возобновляемым источникам энергии «EVER 2016». В мае этого же года электромобиль презентовали в Киеве.
Дизайн прототипа выполнен в стиле ретро-футуризма. По словам дизайнера модели Владислава Карпеца, изначально было решено сделать электрокар похожим на старинную карету.

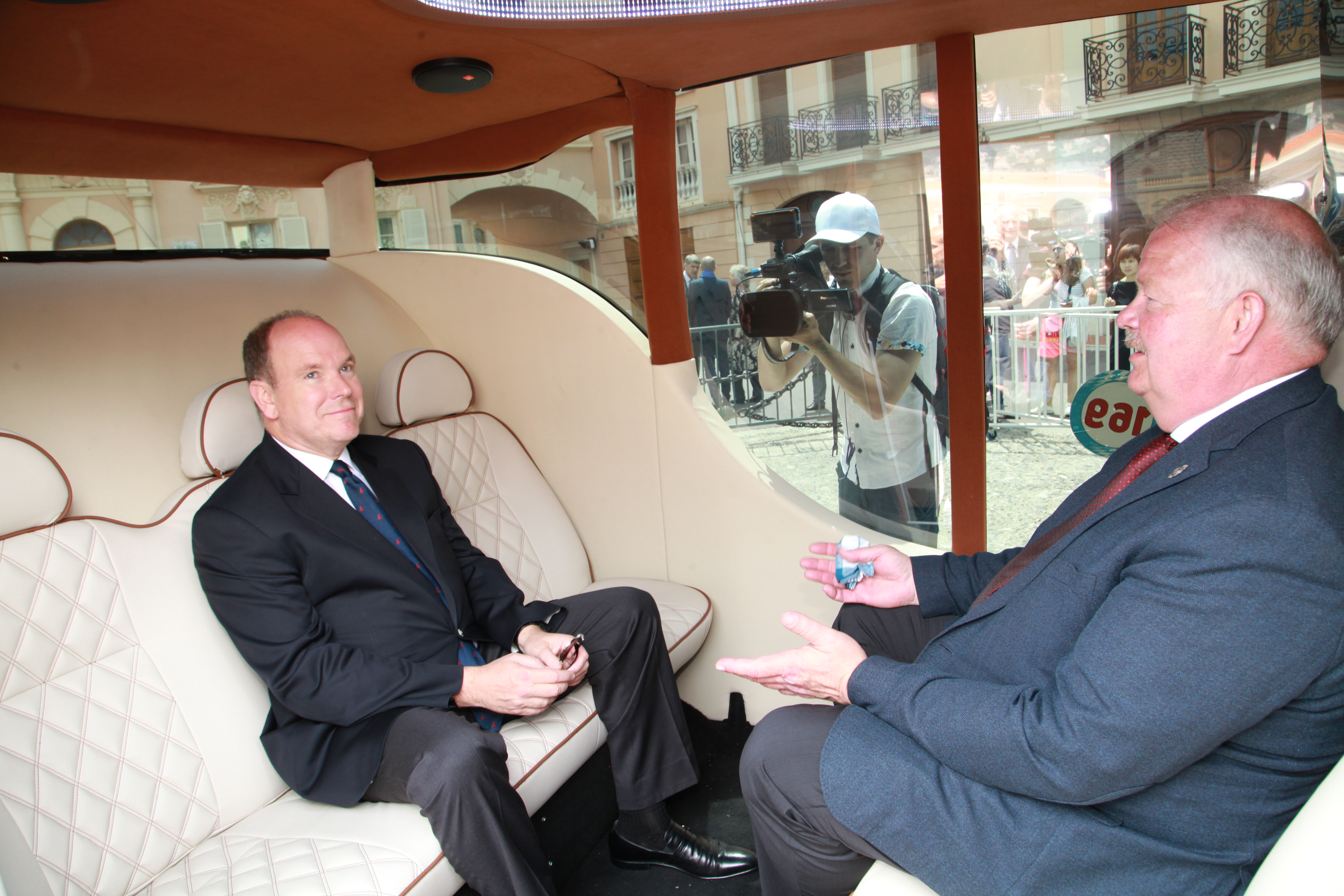
Князь Монако Альбер II и почётный консул Монако в Эстонии Юрий Тамм в салоне электромобиля Synchronous, Монако, июнь 2016

Synchronous создавался в качестве городского такси, шаттла для отелей или экскурсионной машины.
По утверждению ряда изданий, Synchronous является первым прототипом электромобиля, полностью разработанным и собранным на Украине.

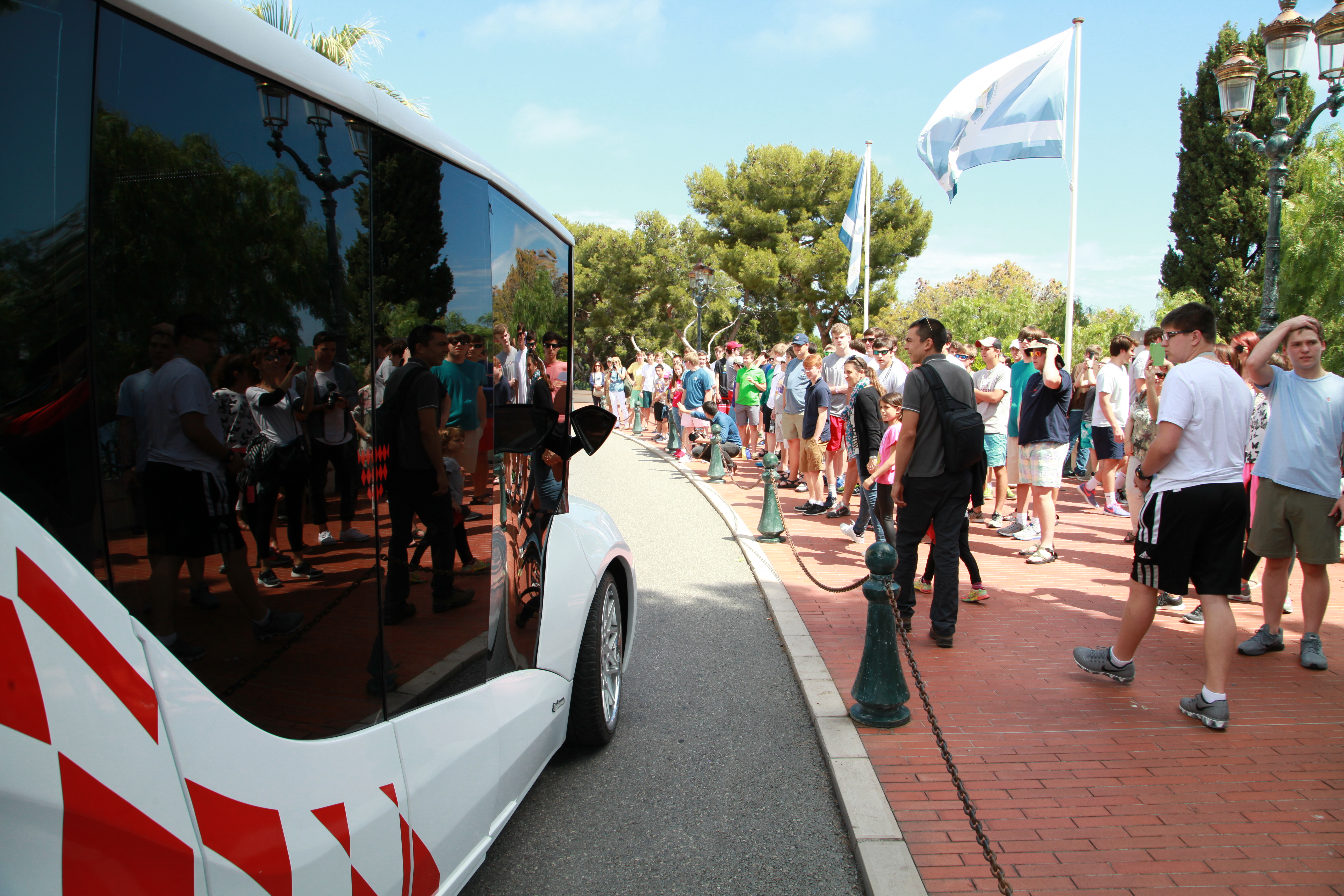
Электромобиль Synchronous едет по улицам Монако, июнь, 2016

Корпус прототипа изготовлен из стеклопластика. Габаритные длина, ширина и высота модели составляют 4490x2100x2200 мм соответственно. Электромобиль приводится в движение асинхронным электродвигателем на передней оси, который получает энергию от литий-ионной батареи. Колёсные диски — 19-дюймовые, автомобиль также укомплектован камерой заднего вида, кондиционером с автономным питанием от солнечных батарей на крыше и мультимедийной системой. Салон рассчитан на 6 человек, водительская кабина отделена от пассажирского салона стеклянной перегородкой.
В мае-июне 2016 года концепт электромобиля Synchronous принял участие в трансъевропейском электромобильном ралли «Электромобильный Марафон 2016 Львов — Монте-Карло». Вместе с другими участниками электрокар побывал в таких городах, как Львов, Новояворовск (Украина), Жешув, Величка (Польша), Острава, Брно (Чехия), Шаморин (Словакия), Винер-Нойштадт, Форхдорф, Бад-Шаллербах (Австрия), Мюнхен, Ульм, Баден-Баден, Фрайбург (Германия), Бекенрид, Беллинцона (Швейцария), Парма, Болонья, Лардерелло, Пиза, Алассио (Италия), Ментона (Франция), Монте-Карло (Монако).